# Tipula brinki
Tipula brinki är en tvåvingeart som beskrevs av Günther Theischinger 1987. Tipula brinki ingår i släktet Tipula och familjen storharkrankar. Inga underarter finns listade i Catalogue of Life.